# ニューヨークのいたずら
ニューヨークのいたずら（The Super）は、1991年のコメディ映画。ジョー・ペシの初主演作、およびヴィンセント・ガーディニアの遺作である。

## あらすじ
ニューヨークのスラム街にあるおんぼろアパートの家主ルーイ・クリツキーは、住民からの環境改善を訴えられるも聞く耳を持たず、家賃の支払いをせがむ吝嗇漢。ついに彼は告訴され、アパートの修理を120日以内に行わないと服役という判決を言い渡されてしまう。法廷から忠告を受けてもなお、改善する気などさらさらないルーイだったが……。

## キャスト
- ルーイ・クリツキー:ジョー・ペシ（青野武）
- ビッグ・ルー・クリツキー:ヴィンセント・ガーディニア（川久保潔）
- ナオミ・ベンシンガー:マドリン・スミス・オズボーン（日髙のり子）
- マーロン:ルーベン・ブレイズ（大塚芳忠）
- レオーサ:ビアトリス・ウィンデ（巴菁子）

## 興行収入
この作品は、2200万ドルの制作費に対して、1100万ドルしか売り上げられなかった。

## 評価
Rotten Tomatoesでは、9人の批評家のレビュー全てが「Rotten」（腐っている）の評価で、0％となっていた。